# Cnemoscopus rubrirostris
El tangara capuchigrís (Cnemoscopus rubrirostris), también denominado buscador piquirrojo o tangara de pico rojo (en Venezuela), hemispingo capuchigrís (en Ecuador), tangara-montera de capucha gris (en Perú), montero piquirrojo (en Colombia) o tangara piquirrubio, es una especie de ave paseriforme de la familia Thraupidae, la única perteneciente al género Cnemoscopus, aunque algunos autores sostienen que la subespecie  C. rubrirostris chrysogaster se trata de una especie separada. Es nativo de regiones andinas del noroeste y oeste de América del Sur.

## Distribución y hábitat
Se distribuye de forma discontinua a lo largo de la cordillera de los Andes desde el noroeste de Venezuela (sur de Táchira), por las tres cadenas de Colombia, por la pendiente occidental desde Cauca hasta Pichincha, y por la pendiente oriental por todo Ecuador, hasta el norte de Perú (norte de Cajamarca); la subespecie chrysogaster desde el norte de Perú (Amazonas) hasta Cuzco, y en el extremo oeste de Bolivia, en el oeste de La Paz.
Esta especie es considerada bastante común en sus hábitat naturales: el dosel y los bordes de bosques montanos de altitud, principalmente entre los 2100 y 3000 m.

## Descripción
Mide 15 cm de longitud. Las aves norteñas tienen el pico y las patas rosadas, mientras que en las aves de la mayor parte de Perú son de color gris oscuro. La cabeza, garganta y pecho son grises, la cabeza ligeramente más oscura; por arriba color oliva y por abajo amarillo brillante. Las aves sureñas tienen la garganta y pecho más pálidos y el vientre especialmente amarillo brillante. Probablemente se trata de más de una especie.

## Comportamiento
Es reconocido por menear casi constantemente la cola, movimiento que a veces incorpora la mitad trasera entera del ave. Forrajea en pequeños grupos, frecuentemente acompañando bandadas mixtas de otros tráupidos; busca por insectos a lo largo de ramas y en el follaje.

## Sistemática

### Descripción original
La especie C. rubrirostris fue descrita por primera vez por el ornitólogo francés Frédéric de Lafresnaye en 1840 bajo el nombre científico Arremon rubrirostris; su localidad tipo es: «Santa Fe de Bogotá, Colombia».
El género Cnemoscopus fue propuesto por los ornitólogos estadounidenses Outram Bangs y Thomas Edward Penard en 1919.

### Etimología
El nombre genérico masculino Cnemoscopus se compone de las palabras del griego «knēmos» que significa «ladera de la montaña», y «skopos»: buscador; y el nombre de la especie «rubrirostris» se compone de las palabras del latín  «ruber»: rojo, y «rostris»: pico.

### Taxonomía
Los datos presentados por los amplios estudios filogenéticos recientes comprobaron que la presente especie se ubica en un ramo de la subfamilia Poospizinae con ningún pariente más próximo; el género más próximo sería Pseudospingus.
Las clasificaciones Aves del Mundo (HBW) y Birdlife International (BLI) consideran a la subespecie sureña C. rubrirostris chrysogaster como especie separada de la presente: el tangara ventrigualdo (Cnemoscopus chrysogaster) con base en diferencias de plumaje. Esta separación no es seguida todavía por otras clasificaciones.

### Subespecies
Según las clasificaciones del Congreso Ornitológico Internacional (IOC) y Clements Checklist/eBird v.2019 se reconocen dos subespecies, con su correspondiente distribución geográfica:
- Cnemoscopus rubrirostris rubrirostris (Lafresnaye), 1840 – Andes desde el suroeste de Venezuela, por Colombia hasta Ecuador.
- Cnemoscopus rubrirostris chrysogaster (Taczanowski), 1875 – Andes de Perú. desde Amazonas hasta Cuzco, y extremo noroeste de Bolivia.